# Coccinia variifolia
Coccinia variifolia là một loài thực vật có hoa trong họ Cucurbitaceae. Loài này được A.Meeuse mô tả khoa học đầu tiên năm 1962.